# Metastelma blodgettii
Metastelma blodgettii är en oleanderväxtart som beskrevs av Asa Gray. Metastelma blodgettii ingår i släktet Metastelma och familjen oleanderväxter. Inga underarter finns listade i Catalogue of Life.